# Nebelhorn Trophy
Nebelhorn Trophy è una competizione di livello senior nel pattinaggio di figura che si svolge nell'ambito dell'ISU Challenger Series di pattinaggio di figura dalla stagione 2014-2015 a Oberstdorf, in Germania. Le medaglie vengono assegnate in quattro discipline: singolo maschile, singolo femminile, coppie e danza su ghiaccio.

## Storia
Il concorso Nebelhorn Trophy si svolge ogni anno dal 1969 ed è quindi una delle più antiche competizioni di pattinaggio artistico internazionale che rimane in esistenza. Nei suoi primi anni, questo concorso è stato accoppiato con un evento francese ormai defunto, il Grand Prix internazionale di St. Gervais (non correlato al corrente Grand Prix ISU di pattinaggio di figura).
Negli ultimi anni, il Trofeo Nebelhorn è stato utilizzato dall'ISU per sperimentare nuovi sistemi di giudizio e di punteggio per il pattinaggio artistico.
A partire dalla stagione 2014-2015 fa parte del circuito ISU Challenger Series di pattinaggio di figura.

## Albo d'oro
CS: ISU Challenger Series

### Singolo maschile
| Anno    | Oro                 | Argento              | Bronzo               |
| 1969    | Günter Anderl       |                      |                      |
| 1970    | Klaus Grimmelt      |                      |                      |
| 1971    | Erich Reifschneider |                      |                      |
| 1972    | Robert Bradshaw     |                      |                      |
| 1973    | John Carlow         | Charles Tickner      | Paul Cechmanek       |
| 1974    | David Santee        | Kevin Robertson      | Paul Cechmanek       |
| 1975    | Ted Barton          | Ken Newfield         | Harald Kuhn          |
| 1976    | Fumio Igarashi      | Scott Hamilton       | Rudi Cerne           |
| 1977    | Robert Wagenhoffer  | Kurt Kurzinger       | Gerd-Walter Gräbner  |
| 1978    | Alan Schramm        | Mark Cockerell       | Gary Beacom          |
| 1979    | Gordon Forbes       | Vladimir Rashchetnov | Brian Boitano        |
| 1980    | Tom Dickson         | Brian Orser          | Rudi Cerne           |
| 1981    | Heiko Fischer       | John Filbig          | Kevin Hicks          |
| 1982    | Leonardo Azzola     | Bruno Del Maestro    | James Cygan          |
| 1983    | Heiko Fischer       | Richard Zander       | André Bourgeois      |
| 1984    | Richard Zander      | Craig Henderson      | Leonid Kaznakov      |
| 1985    | Richard Zander      | Douglas Mattis       | Laurent Depouilly    |
| 1986    | Vitalij Egorov      | Erik Larson          | Kurt Browning        |
| 1987    | Todd Eldredge       | Patrick Brault       | Lars Dresler         |
| 1988    | Aren Nielsen        | Marcus Christensen   | Christopher Mitchell |
| 1989    | Shepherd Clark      | Richard Zander       | Gleb Bokii           |
| 1990    | Michael Chack       | Nicolas Pétorin      | Vladimir Petrenko    |
| 1991    | Ryan Hunka          | Nicolas Pétorin      | Vladimir Petrenko    |
| 1992    | David Liu           | Igor' Paškevič       | Axel Médéric         |
| 1993    | Jeffrey Langdon     | Michael Weiss        | Jean-François Hébert |
| 1994    | Il'ja Kulik         | Shepherd Clark       | Aleksandr Abt        |
| 1995    | Takeshi Honda       | Jevhen Pljuta        | Yosuke Takeuchi      |
| 1996    | Michael Weiss       | Yamato Tamura        | Igor' Sinjutin       |
| 1997    | Timothy Goebel      | Jevhen Pljuta        | Aleksandr Abt        |
| 1998    | Trifun Zivanovic    | Jevhen Martynov      | Vitalij Danyl'čenko  |
| 1999    | Il'ja Klimkin       | Vitalij Danyl'čenko  | Jayson Dénommée      |
| 2000    | Anton Klykov        | Derrick Delmore      | Dmytro Dmytrenko     |
| 2001    | Sergej Davydov      | Jeffrey Buttle       | Margus Hernits       |
| 2002    | Sergej Davydov      | Benjamin Miller      | Fedor Andreev        |
| 2003    | Nicholas Young      | Scott Smith          | Nicholas LaRoche     |
| 2004    | Marc-André Craig    | Aleksandr Kondakov   | Christopher Toland   |
| 2005    | Stefan Lindemann    | Noriyuki Kanzaki     | Tomáš Verner         |
| 2006    | Tomáš Verner        | Parker Pennington    | Vaughn Chipeur       |
| 2007    | Michal Březina      | Shaun Rogers         | Tomáš Verner         |
| 2008    | Nobunari Oda        | Michal Březina       | Yannick Ponsero      |
| 2009    | Stéphane Lambiel    | Ivan Tret'jakov      | Michal Březina       |
| 2010    | Tatsuki Machida     | Konstantin Menšov    | Peter Liebers        |
| 2011    | Yuzuru Hanyū        | Michal Březina       | Stephen Carriere     |
| 2012    | Nobunari Oda        | Konstantin Menšov    | Keegan Messing       |
| 2013    | Nobunari Oda        | Jason Brown          | Jeremy Ten           |
| 2014 CS | Jason Brown         | Michal Březina       | Konstantin Menšov    |
| 2015 CS | Elladj Baldé        | Max Aaron            | Konstantin Menšov    |
| 2016 CS | Aleksandr Petrov    | Jorik Hendrickx      | Grant Hochstein      |
| 2017 CS | Jorik Hendrickx     | Alexander Johnson    | Alexander Majorov    |
| 2018 CS | Keegan Messing      | Alexander Majorov    | Artur Dmitriev Jr.   |
| 2019 CS | Makar Ignatov       | Koshiro Shimada      | Alexei Bychenko      |
| 2020 CS | Deniss Vasiljevs    | Gabriele Frangipani  | Nikolaj Majorov      |
| 2021 CS | Vincent Zhou        | Adam Siao Him Fa     | Mark Kondratjuk      |
| 2022 CS | Keegan Messing      | Lee Si-hyeong        | Roman Sadovsky       |
| 2023 CS | Adam Siao Him Fa    | Kazuki Tomono        | Koshiro Shimada      |
| 2024 CS | Sōta Yamamoto       | Gabriele Frangipani  | Deniss Vasiljevs     |

### Singolo femminile
| Anno    | Oro                   | Argento                | Bronzo               |
| 1969    | Ľudmila Bezáková      |                        |                      |
| 1970    | Rita Pokorski         |                        |                      |
| 1971    | Dorothy Hamill        |                        |                      |
| 1972    | Wendy Burge           |                        |                      |
| 1973    | Kath Malmberg         | Linda Fratianne        | Gerti Schanderl      |
| 1974    | Priscilla Hill        | Barbara Smith          | Petra Wagner         |
| 1975    | Lisa-Marie Allen      | Petra Wagner           | Dagmar Lurz          |
| 1976    | Garnet Ostermeier     | Carrie Rugh            | Deborah Albright     |
| 1977    | Reiko Kobayashi       | Sandy Lenz             | Karin Riediger       |
| 1978    | Editha Dotson         | Corinna Tanski         | Janet Morrissey      |
| 1979    | Lynn Smith            | Jackie Farrell         | Karin Riediger       |
| 1980    | Vikki de Vries        | Alison Southwood       | Elizabeth Manley     |
| 1981    | Cornelia Tesch        | Kristy Hogan           | Stephanie Anderson   |
| 1982    | Manuela Ruben         | Kelley Webster         | Natalia Ovchinnikova |
| 1983    | Stacy McMullin        | Barbara Butler         | Karin Telser         |
| 1984    | Debi Thomas           | Juri Ozawa             | Sara MacInnes        |
| 1985    | Cornelia Tesch        | Tracey Damigella       | Joanne Conway        |
| 1986    | Holly Cook            | Cornelia Renner        | Claudia Villiger     |
| 1987    | Shannon Allison       | Carola Wolff           | Lindsay Fedosoff     |
| 1988    | Tonia Kwiatkowski     | Josée Chouinard        | Patricia Neske       |
| 1989    | Kyoko Ina             | Surya Bonaly           | Junko Yaginuma       |
| 1990    | Surya Bonaly          | Marina Kielmann        | Marija Butyrskaja    |
| 1991    | Kumiko Koiwai         | Marina Kielmann        | Marija Butyrskaja    |
| 1992    | Simone Lang           | Kumiko Koiwai          | Angela Derochie      |
| 1993    | Irina Sluckaja        | Susan Humphreys        | Ljudmyla Ivanova     |
| 1994    | Irina Sluckaja        | Shizuka Arakawa        | Jennifer Karl        |
| 1995    | Shizuka Arakawa       | Lenka Kulovaná         | Elena Ivanova        |
| 1996    | Eva-Maria Fitze       | Sydne Vogel            | Karen Kwan           |
| 1997    | Olena Ljašenko        | Ol'ga Markova          | Nadežda Kanaeva      |
| 1998    | Brittney McConn       | Elena Ivanova          | Veronika Dytrtová    |
| 1999    | Olena Ljašenko        | Sanna-Maija Wiksten    | Elina Kettunen       |
| 2000    | Halina Manjačenko     | Sarah Meier            | Andrea Gardiner      |
| 2001    | Ljudmila Nelidina     | Ann Patrice McDonough  | Kristina Oblasova    |
| 2002    | Carolina Kostner      | Alisa Drei             | Ljudmila Nelidina    |
| 2003    | Jennifer Don          | Lesley Hawker          | Ol'ga Najdenova      |
| 2004    | Louann Donovan        | Alisa Drei             | Mira Leung           |
| 2005    | Elena Sokolova        | Alisa Drei             | Beatrisa Liang       |
| 2006    | Beatrisa Liang        | Arina Martinova        | Katy Taylor          |
| 2007    | Carolina Kostner      | Megan Williams Stewart | Laura Lepistö        |
| 2008    | Alissa Czisny         | Laura Lepistö          | Akiko Suzuki         |
| 2009    | Alissa Czisny         | Kiira Korpi            | Liu Yan              |
| 2010    | Kiira Korpi           | Viktoria Helgesson     | Melissa Bulanhagui   |
| 2011    | Mirai Nagasu          | Elene Gedevanishvili   | Joshi Helgesson      |
| 2012    | Kaetlyn Osmond        | Adelina Sotnikova      | Haruka Imai          |
| 2013    | Elena Radionova       | Miki Andō              | Ashley Cain          |
| 2014 CS | Elizaveta Tuktamyševa | Alëna Leonova          | Gracie Gold          |
| 2015 CS | Kaetlyn Osmond        | Alëna Leonova          | Courtney Hicks       |
| 2016 CS | Mai Mihara            | Elizaveta Tuktamyševa  | Gabrielle Daleman    |
| 2017 CS | Kailani Craine        | Matilda Algotsson      | Alexia Paganini      |
| 2018 CS | Alina Zagitova        | Mai Mihara             | Loena Hendrickx      |
| 2019 CS | Mariah Bell           | Kim Ye-lim             | Nicole Schott        |
| 2020 CS | Eva-Lotta Kiibus      | Alexia Paganini        | Jenni Saarinen       |
| 2021 CS | Alysa Liu             | Ekaterina Kurakova     | Viktoriia Safonova   |
| 2022 CS | Loena Hendrickx       | Wi Seo-yeong           | Eva-Lotta Kiibus     |
| 2023 CS | Isabeau Levito        | Kimmy Repond           | Kim Min-chae         |
| 2024CS  | Elyce Lin-Gracey      | Isabeau Levito         | Hana Yoshida         |

### Coppie
| Anno    | Oro                                      | Argento                                     | Bronzo                                     |
| 1969    | Frigge Drzymalla / Michael Weingart      |                                             |                                            |
| 1970    | Almut Lehmann / Herbert Wiesinger        |                                             |                                            |
| 1972    | Cozette Cady / Jack Courtney             |                                             |                                            |
| 1973    | Tai Babilonia / Randy Gardner            | Corinna Halke / Eberhard Rausch             | Ursula Nemec / Michael Nemec               |
| 1974    | Kathy Huntchinson / Jamie McGregor       | Candace Jones / Don Fraser                  | Ulrike Wrbik / Richard Scharf              |
| 1975    | Cheri Pinner / Dennis Pinner             | Alice Cook / William Fauver                 | Karen Newton / Glenn Laframboise           |
| 1976    | Susanne Scheibe / Andreas Nischwitz      | Rafaela Dondoni / Mario Dondoni             | Natsuko Hagiwara / Sumio Murata            |
| 1977    | Gail Hamula / Frank Sweiding             | Sheryl Franks / Michael Botticelli          | Susanne Scheibe / Andreas Nischwitz        |
| 1978    | Barbara Underhill / Paul Martini         | Maria di Domenico / Larry Schrier           | Tracy Prussack / Scott Prussack            |
| 1979    | Caitlin Carruthers / Peter Carruthers    | Žanna Il'ina / Aleksandr Vlasov             | Becky Gough / Mark Rowsom                  |
| 1980    | Susan Garland / Robert Daw               | Mary Jo Fedy / Tim Mills                    | Dana Graham / Paul Wylie                   |
| 1981    | Elena Valova / Oleg Vasil'ev             | Melinda Kunhegyi / Lyndon Johnston          | Nathalie Tortel / Xavier Videau            |
| 1982    | Inna Voljanskaja / Valerij Spiridonov    | Katherina Matousek / Lloyd Eisler           | Natalie Seybold / Wayne Seybold            |
| 1983    | Inna Bekker / Sergej Lichanskij          | Katy Keely / Gary Kemp                      | Laurene Collin / David Howe                |
| 1984    | Elena Bečke / Valerij Kornienko          | Susan Dungjen / Jason Dungjen               | Margo Shoup / Patrick Page                 |
| 1985    | Ljudmila Koblova / Andrej Kalitin        | Maria Lako / Michael Blicharski             | Lisa Cushley / Neil Cushley                |
| 1986    | Melanie Gaylor / Lee Barkell             | Ashley Stevenson / Scott Wendland           | Lisa Cushley / Neil Cushley                |
| 1987    | Michelle Menzies / Kevin Wheeler         | Elena Kvitčenko / Rašid Kadyrkaev           | Twana Rose / Colin Epp                     |
| 1988    | Cindy Landry / Lyndon Johnston           | Ekaterina Murugova / Artëm Torgašev         | Kenna Bailey / John Denton                 |
| 1989    | Elena Leonova / Gennadij Krasnickij      | Evgenija Šiškova / Vadim Naumov             | Radka Kovaříková / René Novotný            |
| 1990    | Stacey Ball / Kris Wirtz                 | Natal'ja Krestjaninova / Aleksej Torčinskij | Penny Papaioannou / Raoul LeBlanc          |
| 1991    | Sherry Ball / Kris Wirtz                 | Natal'ja Krestjaninova / Aleksej Torčinskij | Penny Papaioannou / Raoul LeBlanc          |
| 1992    | Svetlana Titkova / Oleg Machutov         | Tiina Muur / Cory Watson                    | Jodeyne Higgins / Sean Rice                |
| 1993    | Caroline Haddad / Jean-Sébastien Fecteau | Elena Berežnaja / Oleg Šljachov             | Stephanie Stiegler / Lance Travis          |
| 1994    | Marie-Claude Savard-Gagnon / Luc Bradet  | Line Haddad / Sylvain Privé                 | Sarah Abitbol / Stéphane Bernadis          |
| 1995    | Shelby Lyons / Brian Wells               | Olena Bilousivska / Serhij Potalov          | Marina Khalturina / Andrei Krukov          |
| 1996    | Danielle Hartsell / Steve Hartsell       | Ol'ga Sëmkina / Andrej Čuvilaev             | Samanta Marchant / Chad Hawse              |
| 1997    | Jevhenija Filonenko / Ihor Marčenko      | Olena Bilousivs'ka / Stanislav Morozov      | Natalie Vlandis / Jered Guzman             |
| 1998    | Laura Handy / Paul Binnebose             | Jacinthe Larivière / Lenny Faustino         | Milica Brozovich / Anton Nimenko           |
| 1999    | Aliona Savchenko / Stanislav Morozov     | Jacinthe Larivière / Lenny Faustino         | Julija Obertas / Dmytro Palamarčuk         |
| 2000    | Valérie Marcoux / Bruno Marcotte         | Amanda Magarian / Jered Guzman              | Stephanie Kalesavich / Aaron Parchem       |
| 2001    | Jacinthe Larivière / Lenny Faustino      | Valerie Saurette / Jean-Sébastien Fecteau   | Laura Handy / Jonathon Hunt                |
| 2002    | Valérie Marcoux / Craig Buntin           | Julija Obertas / Aleksej Sokolov            | Kathryn Orscher / Garrett Lucash           |
| 2003    | Utako Wakamatsu / Jean Sebastian Fecteau | Pascale Bergeron / Robert Davison           | Laura Handy / Jeremy Allen                 |
| 2004    | Marcy Hinzmann / Aaron Parchem           | Pascale Bergeron / Robert Davison           | Aliona Savchenko / Robin Szolkowy          |
| 2005    | Aliona Savchenko / Robin Szolkowy        | Meagan Duhamel / Ryan Arnold                | Marcy Hinzmann / Aaron Parchem             |
| 2006    | Brooke Castile / Benjamin Okolski        | Julia Vlassov / Drew Meekins                | Angelika Pylkina / Niklas Hogner           |
| 2007    | Aliona Savchenko / Robin Szolkowy        | Meagan Duhamel / Craig Buntin               | Amanda Evora / Mark Ladwig                 |
| 2008    | Aliona Savchenko / Robin Szolkowy        | Marija Muchortova / Maksim Tran'kov         | Tat'jana Volosožar / Stanislav Morozov     |
| 2009    | Aliona Savchenko / Robin Szolkowy        | Tat'jana Volosožar / Stanislav Morozov      | Anabelle Langlois / Cody Hay               |
| 2010    | Vera Bazarova / Jurij Larionov           | Stefania Berton / Ondřej Hotárek            | Meagan Duhamel / Eric Radford              |
| 2011    | Tat'jana Volosožar / Maksim Tran'kov     | Vera Bazarova / Jurij Larionov              | Caydee Denney / John Coughlin              |
| 2012    | Tat'jana Volosožar / Maksim Tran'kov     | Caydee Denney / John Coughlin               | Vanessa James / Morgan Ciprès              |
| 2013    | Tat'jana Volosožar / Maksim Tran'kov     | Maylin Wende / Daniel Wende                 | Mari Vartmann / Aaron Van Cleave           |
| 2014 CS | Juko Kavaguti / Aleksandr Smirnov        | Evgenija Tarasova / Vladimir Morozov        | Alexa Scimeca / Chris Knierim              |
| 2015 CS | Tat'jana Volosožar / Maksim Tran'kov     | Alexa Scimeca / Chris Knierim               | Vanessa James / Morgan Ciprès              |
| 2016 CS | Aliona Savchenko / Bruno Massot          | Lubov' Iljušečkina / Dylan Moscovitch       | Mari Vartmann / Aaron Van Cleave           |
| 2017 CS | Evgenija Tarasova / Vladimir Morozov     | Aliona Savchenko / Bruno Massot             | Ekaterina Alexandrovskaya / Harley Windsor |
| 2018 CS | Alisa Efimova / Alexander Korovin        | Alexa Scimeca Knierim / Chris Knierim       | Deanna Stellato-Dudek / Nathan Bartholomay |
| 2019 CS | Kirsten Moore-Towers / Michael Marinaro  | Alexa Scimeca Knierim / Chris Knierim       | Ryom Tae-ok / Kim Ju-sik                   |
| 2020 CS | Rebecca Ghilardi / Filippo Ambrosini     | Annika Hoecke / Robert Kinkel               | Cléo Harmon / Denys Strekalin              |
| 2021 CS | Minerva Fabienne Hase / Nolan Seegert    | Laura Barquero / Marco Zandron              | Karina Safina / Luka Berulava              |
| 2022 CS | Deanna Stellato-Dudek / Maxime Deschamps | Alisa Efimova / Ruben Blommaert             | Annika Hoecke / Robert Kunkel              |
| 2023 CS | Minerva Fabienne Hase / Nikita Volodin   | Lucrezia Beccari / Matteo Guarise           | Annika Hocke / Robert Kunkel               |
| 2024CS  | Minerva Fabienne Hase / Nikita Volodin   | Deanna Stellato-Dudek / Maxime Deschamps    | Ellie Kam / Danny O'Shea                   |

### Danza su ghiaccio
| Anno    | Oro                                          | Argento                                  | Bronzo                                   |
| 1970    | Angelika Buck / Erich Buck                   | Kay Webster / Malcolm Taylor             |                                          |
| 1971    | Angelika Buck / Erich Buck                   |                                          |                                          |
| 1972    | Mary-Karen Campell / Johnny Johns            |                                          |                                          |
| 1973    | Rosalind Druce / David Barker                |                                          |                                          |
| 1974    | Judi Genovesi / Kent Weigle                  | Odette Tolman / Trevor Davies            | Jennifer Thompson / Derek Tyers          |
| 1975    | Lorna Wighton / John Dowding                 | Elena Garanina / Igor' Zavozin           | Marina Zueva / Andrej Vitman             |
| 1976    | Marina Zueva / Andrej Vitman                 | Jayne Torvill / Christopher Dean         | Carol Long / Philip Stowell              |
| 1977    | Jayne Torvill / Christopher Dean             | Carol Fox / Richard Dalley               | Wendy Sessions / Marc Reed               |
| 1978    | Elena Garanina / Igor' Zavozin               | Kim Krohn / Barry Hagan                  | Joanne French / John Thomas              |
| 1979    | Gina Aucoin / Hans-Peter Ponikau             | Carol Long / John Philpot                | Tat'jana Durasova / Sergej Ponomarenko   |
| 1980    | Wendy Sessions / Stephen Williams            | Birgit Goller / Peter Klisch             | Susan Marie Dymecki / Anthony Bardin     |
| 1981    | Karen Roughton / Marc Reed                   | Birgit Goller / Peter Klisch             | Janice Kindrachuk / Blake Hobson         |
| 1982    | Marina Klimova / Sergej Ponomarenko          | Isabelle Duchesnay / Paul Duchesnay      | Antonia Becherer / Ferdinand Becherer    |
| 1983    | Marina Klimova / Sergej Ponomarenko          | Eleanor DeVera / James Yorke             | Antonia Becherer / Ferdinand Becherer    |
| 1984    | Lois Luciani / Russ Witherby                 | Irina Žuk / Oleg Petrov                  | Kristan Lowery / Chip Rossbach           |
| 1985    | Majja Usova / Aleksandr Žulin                | Antonia Becherer / Ferdinand Becherer    | Doriane Bontemps / Charles Paliard       |
| 1986    | Antonia Becherer / Ferdinand Becherer        | Svetlana Ljapina / Gorša Sur             | Michelle McDonald / Michael Farrington   |
| 1987    | Ilona Mel'nyčenko / Gennadij Kaskov          | Stefania Calegari / Pasquale Camerlengo  | Dorothi Rodek / Robert Nardozza          |
| 1988    | Ilona Mel'nyčenko / Gennadij Kaskov          | Elizabeth McLean / Ari Lieb              | Jacqueline Petr / Mark Janoschak         |
| 1989    | Isabelle Sarech / Xavier Debernis            | Lisa Grove / Scott Myers                 | Dominique Yvon / Frédéric Palluel        |
| 1990    | Isabelle Labossiere / Mitchell Gould         | Lisa Bradby / Alan Towers                | Christelle Descolis / Ludovic Deville    |
| 1991    | Irina Lobačëva / Aleksej Pospelov            | Lisa Bradby / Alan Towers                | Christelle Descolis / Ludovic Deville    |
| 1992    | Shae-Lynn Bourne / Victor Kraatz             | Ol'ga Ganičeva / Maksim Kačanov          | Margarita Drobiazko / Povilas Vanagas    |
| 1993    | Martine Patenaude / Eric Massé               | Rachel Mayer / Peter Breen               | Margarita Drobiazko / Povilas Vanagas    |
| 1994    | Barbara Piton / Alexandre Piton              | Olena Hrušyna / Ruslan Hončarov          | Chantal Lefebvre / Patrice Lauzon        |
| 1995    | Ol'ga Šarutenko / Dmitrij Naumkin            | Iwona Filipowicz / Michal Szumski        | Agnes Jacquemard / Alexis Gayet          |
| 1996    | Ekaterina Svirina / Vladimir Leljuch         | Eve Chalom / Mathew Gates                | Isabelle Delobel / Olivier Schoenfelder  |
| 1997    | Ol'ga Šarutenko / Dmitrij Naumkin            | Nina Ulanova / Michail Stifunin          | Albena Denkova / Maksim Staviski         |
| 1998    | Nina Ulanova / Michail Stifunin              | Debbie Koegel / Oleg Fediukov            | Alia Ouabdelsselam / Benjamin Delmas     |
| 1999    | Jamie Silverstein / Justin Pekarek           | Alia Ouabdelsselam / Benjamin Delmas     | Stephanie Rauer / Thomas Rauer           |
| 2000    | Chantal Lefebvre / Justin Lanning            | Magali Sauri / Michail Stifunin          | Marika Humphreys / Vitali Baranov        |
| 2001    | Sylwia Nowak / Sebastian Kolasiński          | Federica Faiella / Massimo Scali         | Anastasija Belova / Il'ja Isaev          |
| 2002    | Federica Faiella / Massimo Scali             | Melissa Gregory / Denis Petuchov         | Anastasija Belova / Il'ja Isaev          |
| 2003    | Svetlana Kulikova / Vitalij Novikov          | Jana Chochlova / Sergej Novickij         | Christie Moxley / Alexander Kirsanov     |
| 2004    | Lydia Manon / Ryan O'Meara                   | Martine Patinaude / Pascal Denis         | Phillipa Towler-Green / Phillip Poole    |
| 2005    | Tanith Belbin / Benjamin Agosto              | Margarita Drobiazko / Povilas Vanagas    | Christina Beier / William Beier          |
| 2006    | Sinead Kerr / John Kerr                      | Morgan Matthews / Maxim Zavozin          | Alexandra Zaretsky / Roman Zaretsky      |
| 2007    | Jennifer Wester / Daniil Barancev            | Christina Beier / William Beier          | Alla Beknazarova / Volodymyr Zujev       |
| 2008    | Emily Samuelson / Evan Bates                 | Alexandra Zaretsky / Roman Zaretsky      | Jane Summersett / Todd Gilles            |
| 2009    | Meryl Davis / Charlie White                  | Alexandra Zaretski / Roman Zaretski      | Katherine Copely / Deividas Stagniūnas   |
| 2010    | Nathalie Péchalat / Fabian Bourzat           | Anna Cappellini / Luca Lanotte           | Ekaterina Rjazanova / Il'ja Tkačenko     |
| 2011    | Madison Hubbell / Zachary Donohue            | Nelli Zhiganshina / Alexander Gazsi      | Kharis Ralph / Asher Hill                |
| 2012    | Madison Chock / Evan Bates                   | Julia Zlobina / Alexei Sitnikov          | Nelli Zhiganshina / Alexander Gazsi      |
| 2013    | Madison Hubbell / Zachary Donohue            | Ksenija Mon'ko / Kirill Chaljavin        | Alexandra Paul / Mitchell Islam          |
| 2014 CS | Kaitlyn Weaver / Andrew Poje                 | Madison Chock / Evan Bates               | Nelli Zhiganshina / Alexander Gazsi      |
| 2015 CS | Madison Chock / Evan Bates                   | Alexandra Paul / Mitchell Islam          | Anastasia Cannuscio / Colin McManus      |
| 2016 CS | Anna Cappellini / Luca Lanotte               | Madison Chock / Evan Bates               | Piper Gilles / Paul Poirier              |
| 2017 CS | Penny Coomes / Nicholas Buckland             | Kana Muramoto / Chris Reed               | Kavita Lorenz / Joti Polizoakis          |
| 2018 CS | Piper Gilles / Paul Poirier                  | Rachel Parsons / Michale Parsons         | Christina Carreira / Anthony Ponomarenko |
| 2019 CS | Laurence Fournier Beaudry / Nikolaj Sørensen | Kaitlin Hawayek / Jean-Luc Baker         | Christina Carreira / Anthony Ponomarenko |
| 2020 CS | Natálie Taschlerová / Filip Taschler         | Sasha Fear / George Waddell              | Darya Popova / Volodymyr Byelikov        |
| 2021 CS | Juulia Turkkila / Matthias Versluis          | Katharina Müller / Tim Dieck             | Maria Kazakova / Georgy Reviya           |
| 2022 CS | Lilah Fear / Lewis Gibson                    | Allison Reed / Saulius Ambrulevičius     | Carolane Soucisse / Shane Firus          |
| 2023 CS | Lilah Fear / Lewis Gibson                    | Allison Reed / Saulius Ambrulevičius     | Juulia Turkkila / Matthias Versluis      |
| 2024CS  | Lilah Fear / Lewis Gibson                    | Christina Carreira / Anthony Ponomarenko | Emilea Zingas / Vadym Kolesnik           |